# Resolutie 2305 Veiligheidsraad Verenigde Naties
Resolutie 2305 van de Veiligheidsraad van de Verenigde Naties werd op 30 augustus 2016 unaniem aangenomen door de VN-Veiligheidsraad. De resolutie verlengde het mandaat van de VN-vredesmacht in Libanon met een jaar.

## Achtergrond
Na de Israëlische inval in Zuid-Libanon eind jaren 1970 stationeerden de Verenigde Naties de tijdelijke VN-macht UNIFIL in de streek. Die moest er de vrede handhaven tot de Libanese overheid haar gezag opnieuw kon doen gelden. In 1982 viel Israël Libanon opnieuw binnen voor een oorlog met de Palestijnse PLO. Midden 1985 begon Israël met terugtrekkingen uit het land, maar geregeld vonden nieuwe aanvallen en invasies plaats. Op 12 juli 2006 brak een oorlog uit tussen Hezbollah uit Libanon en Israël, die een maand zou duren.

## Inhoud
De regering van Libanon had gevraagd de VN-vredesmacht in het zuiden van het land opnieuw te verlengen, om te helpen met de uitoefening van het gezag in die regio. Opgemerkt werd dat er tien jaar na de Israëlisch-Libanese Oorlog maar weinig terecht was gekomen van de permanente wapenstilstand en andere provisies uit resolutie 1701. Ook was men diep bezorgd om de vele schendingen van die resolutie. Zo waren op 20 december 2015 drie raketten afgevuurd op Israël, en op 4 januari 2016 waren twee voertuigen van het Israëlische leger aan de Israëlische zijde van de Blauwe Linie aangevallen.
Het mandaat van de UNIFIL-vredesmacht werd verlengd tot 31 augustus 2017. Secretaris-generaal Ban Ki-moon werd gevraagd tegen februari 2017 een strategische evaluatie te maken van de missie. Er werd ook meer internationale steun gevraagd voor de capaciteitsopbouw van het Libanese leger, waarmee UNIFIL samenwerkte.
Er werd tevens op aangedrongen dat Israël zich snel terug zou trekken uit het noorden van de Israëlische plaats Ghajar, omdat dit deel in feite in Libanon ligt.
Lijst ·  2260 ·  2261 ·  2262 ·  2263 ·  2264 ·  2265 ·  2266 ·  2267 ·  2268 ·  2269 ·  2270 ·  2271 ·  2272 ·  2273 ·  2274 ·  2275 ·  2276 ·  2277 ·  2278 ·  2279 ·  2280 ·  2281 ·  2282 ·  2283 ·  2284 ·  2285 ·  2286 ·  2287 ·  2288 ·  2289 ·  2290 ·  2291 ·  2292 ·  2293 ·  2294 ·  2295 ·  2296 ·  2297 ·  2298 ·  2299 ·  2300 ·  2301 ·  2302 ·  2303 ·  2304 ·  2305 ·  2306 ·  2307 ·  2308 ·  2309 ·  2310 ·  2311 ·  2312 ·  2313 ·  2314 ·  2315 ·  2316 ·  2317 ·  2318 ·  2319 ·  2320 ·  2321 ·  2322 ·  2323 ·  2324 ·  2325 ·  2326 ·  2327 ·  2328 ·  2329 ·  2330 ·  2331 ·  2332 ·  2333 ·  2334 ·  2335 ·  2336